# 스핀-통계 정리
양자역학에서 스핀-통계 정리(영어: Spin–statistics theorem)는 입자의 고유 스핀을 입자 통계와 관련시킨다. 디랙 상수 ħ를 단위로 3차원에서 움직이는 모든 입자는 정수 스핀 또는 반정수 스핀을 가진다.

## 배경

### 양자 상태들와 구별할 수 없는 입자들
양자 계에서 물리적 상태는 복소 힐베르트 공간의 벡터로 설명된다. 서로 다른 상태 벡터 쌍은 다른 상호 작용을 무시하고 전체 위상(phase) 인자 {\displaystyle e^{i\theta }}만 다른 경우 서로 물리적으로 동일하다. 즉, 실수 {\displaystyle \theta }에 대해 {\displaystyle \psi }와 {\displaystyle e^{i\theta }\psi }는 동일한 양자 상태를 나타낸다. 이와 같이 구분할 수 없는 한 쌍의 입자는 하나의 상태만 갖는다. 이는 입자의 위치를 교환해도 새로운 물리적 상태가 되는 것이 아니라, 원래 물리적 상태와 일치하는 것을 의미한다.
물리적 상태는 입자의 위치 교환에 따라 바뀌지 않지만 상태 벡터는 교환의 결과로 부호가 변경될 수 있다. 이 부호 변화는 전체적인 단계일 뿐이므로, 물리적 상태에는 영향을 미치지 않는다.
물리 법칙이 로런츠 변환 하에서 변경되지 않는다는 상대성 이론은 스핀-통계 관계를 증명하는 데 필수적인 요소이다. 장 연산자는, 정의에 따라서, 로런츠 변환을 가하면 생성하는 입자의 스핀에 따라 변한다.
또한, 장소꼴spacelike로 분리된 장이 교환 또는 반교환이라는 가정(미시 인과율로 알려짐)은 시간 방향이 있는 상대론적 이론에 대해서만 만들어질 수 있다. 그렇지 않으면 장소꼴 개념은 무의미하다. 그러나 스핀-통계 정리의 증명은 다음 설명에서 시간 방향이 다뤄지는 것처럼 공간 방향으로 취급되는 유클리드 버전의 시공간을 보는 것과 관련된다.
로런츠 변환에는 3차원 회전 및 부스트가 포함된다. 부스트는 다른 속도로 기준틀을 움직이며 수학적으로 시간으로의 회전과 같다. 양자장론의 상관 함수를 해석적 연속하면 시간 좌표가 허수가 되고 부스트가 회전이 된다. 새로운 "시공간"은 공간적 방향만 가지며 유클리드적이라고 한다.

### 교환 대칭 또는 순열 대칭
보손은 이러한 교환 또는 순열 하에서 파동 함수가 대칭인 입자이므로 입자를 교환해도 파동 함수는 변하지 않는다. 페르미온은 파동 함수가 반대칭인 입자이므로 이러한 교환에서 파동 함수는 마이너스 부호를 얻는다. 즉, 동일한 상태를 차지하는 두 개의 동일한 페르미온의 진폭은 0이어야 한다. 이것이 파울리 배타 원리이다. 두 개의 동일한 페르미온은 같은 상태를 점유할 수 없다. 반면에 보손은 여러 입자가 동일한 상태를 점유할 수 있다.
양자장론에서 상태 또는 파동 함수는 진공이라는 기본 상태에서 작동하는 장 연산자에 의해 설명된다. 연산자가 생성 파동 함수의 대칭 또는 반대칭 구성 요소를 사영하려면 적절한 교환 법칙이 있어야 한다. ({\displaystyle \phi } 연산자 및 수치 함수 {\displaystyle \psi (x,y)}와 함께)연산자
{\displaystyle \iint \psi (x,y)\phi (x)\phi (y)\,dx\,dy}
는 파동함수 {\displaystyle \psi (x,y)}로 두-입자 상태를 생성한다. 장의 교환 특성에 따라 반대칭 부분 또는 대칭 부분만 중요하다.
{\displaystyle x\neq y}이고 두 연산자가 동시에 발생한다고 가정하자. 더 일반적으로, 그들은 이후에 설명되는 것처럼 장소꼴 분리를 가질 수 있다.
장이 교환인 경우 다음을 의미한다:
{\displaystyle \phi (x)\phi (y)=\phi (y)\phi (x)}
그러면 {\displaystyle \psi }의 대칭 부분만 기여하므로 {\displaystyle \psi (x,y)=\psi (y,x)}이며, 장은 보손 입자를 생성한다.
반면에 반교환 장의 경우, 즉 {\displaystyle \phi }가
{\displaystyle \phi (x)\phi (y)=-\phi (y)\phi (x),}
인 성질을 가지면, {\displaystyle \psi }의 반대칭인 부분만 기여하므로 {\displaystyle \psi (x,y)=-\psi (y,x)}이고, 입자는 페르미온이 될 것이다.

### 스핀-통계 관계
스핀-통계 관계(Spin–statistics relation)는 1939년 마르쿠스 피에르츠에 의해 처음 공식화되었으며 볼프강 파울리에 의해 보다 체계적인 방식으로 다시 파생되었다. 피에르츠와 파울리는, 양의 정부호성을 가진 에너지 밀도를 포함하는 국소적으로 교환하는 관측가능량들에 대한 2차 형식이 있어야 한다는 요구 사항에 따라 모든 자유 장론을 열거하여 결과를 주장했다. 1950년 줄리언 슈윙거가 보다 개념적인 주장을 제시했다. 리처드 파인만은 외부 포텐셜이 변하기 때문에 산란에 대한 유니타리성을 요구하여 유도 했다.

### 정리
스핀-통계 정리는 다음과 같이 말한다.
- 동일한 정수 스핀 입자 계의 파동 함수는 두 입자의 위치가 바뀔 때 동일한 값을 갖다. 교환 시 대칭적인 파동 함수를 갖는 입자를 보손이라고 한다.
- 동일한 반정수-스핀 입자 시스템의 파동 함수는 두 입자가 교환될 때 부호가 변경된다. 교환되는 파동 함수가 반대칭인 입자를 페르미온 이라고 한다.

즉, 스핀-통계 정리에 따르면 정수-스핀 입자는 보존이고 반정수-스핀 입자는 페르미온이다.

## 일반적 논의

### 암시적인 엉터리 주장
다음 두 장 연산자들의 곱을 고려하자:
{\displaystyle R(\pi )\phi (x)\phi (-x),}
여기서 R은 특정 축을 중심으로 180도 회전할 때 장의 스핀 분극을 180도 회전시키는 행렬이다. {\displaystyle \phi }의 성분은 이 표기법에는 표시되지 않는다. {\displaystyle \phi }는 많은 성분을 가지고 있고, 행렬 R 은 성분들을 서로 혼합한다.
비상대론적 이론에서 이 곱은 위치 {\displaystyle x}와 {\displaystyle -x}에서, 서로 상대적으로 {\displaystyle \pi }만큼 회전된 편광을 가진 두 개의 입자를 소멸시키는 것으로 해석될 수 있다. 이제 이 구성을 원점 주변으로 {\displaystyle \pi }만큼 회전 시킨다. 이 회전을 통해 두 점 {\displaystyle x}와 {\displaystyle -x}는 위치를 바꾸고 두 장의 편광은 추가로 {\displaystyle \pi }만큼 회전된다. 따라서 다음을 얻는다:
{\displaystyle R(2\pi )\phi (-x)R(\pi )\phi (x).}
정수 스핀의 경우
{\displaystyle \phi (-x)R(\pi )\phi (x)}
와 같다. 반 정수 스핀의 경우
{\displaystyle -\phi (-x)R(\pi )\phi (x)}
와 같다.
두 연산자 {\displaystyle \pm \phi (-x)R(\pi )\phi (x)} 모두 여전히 {\displaystyle x} 와 {\displaystyle -x} 위치에 있는 두 입자를 소멸시킨다. 따라서 입자 상태와 관련하여 다음을 보였다:
{\displaystyle R(\pi )\phi (x)\phi (-x)={\begin{cases}\phi (-x)R(\pi )\phi (x)&{\text{ for integral spins}},\\-\phi (-x)R(\pi )\phi (x)&{\text{ for half-integral spins}}.\end{cases}}}
따라서 두 개의 적절하게 편광된 연산자 삽입의 순서를 진공으로 교환하는 것은 반정수 경우의 부호 비용으로 회전에 의해 수행될 수 있다.
이 주장 자체는 스핀-통계 관계를 증명하지 않는다. 그 이유를 알아보려면 자유 슈뢰딩거 방정식으로 설명되는 비상대론적 스핀-0 장를 고려하라. 그러한 장은 반교환 또는 교환일 수 있다. 어디에서 성립하지 않는지 확인하려면, 비상대론적 스핀-0 장에 편광이 없으므로 위의 곱은 간단하다:
{\displaystyle \phi (-x)\phi (x).}
비상대론적 이론에서 이 곱은 {\displaystyle x}와 {\displaystyle -x}에서 두 입자를 소멸시키며, 모든 상태에서 기대값이 0이다. 0이 아닌 행렬 성분을 가지려면, 이 연산자 곱은 오른쪽에 왼쪽보다 두 개의 입자가 더 많은 상태들 사이에 있어야 한다.
{\displaystyle \langle 0|\phi (-x)\phi (x)|\psi \rangle .}
회전을 수행하면서 우리가 아는 모든 것은 2-입자 상태 {\displaystyle |\psi \rangle }를 회전시킨다는 것이다. 이는 연산자 순서를 변경하는 것과 동일한 부호를 갖는다. 이것은 추가 정보를 제공하지 않으므로 이 주장은 아무 것도 증명하지 않는다.

### 엉터리 주장이 실패하는 이유
스핀-통계 정리를 증명하기 위해서는 비상대론적 스핀 없는 페르미온과 비상대론적 스핀 보손의 일관성에서 명백한 것처럼 상대성이론을 사용할 필요가 있다. 상대성 이론을 필요로 하지 않는 스핀-통계 정리의 증명에 대한 주장이 있지만, 반례에서 볼 수 있듯이, 그 주장들은 정리의 증명이 아니고, 왜 잘못된 통계는 부자연스러운 반면 스핀-통계 정리는 자연스러운가에 대한 주장에 가깝다.
상대성 이론에서는 순수 생성 연산자 또는 소멸 연산자인 국소 장이 없다. 모든 국소 장은 입자를 생성하고 해당 반입자를 소멸시킨다. 이는 상대성 이론에서 자유 실제 스핀-0 장의 곱이 0이 아닌 진공 기대값을 갖는다는 것을 의미한다. 소멸되지 않는 입자를 생성하고 이후 생성되지 않는 입자를 소멸시키는 것 외에도 존재가 상호 작용 계산에 들어가는 "가상" 입자를 소멸하지만 산란 행렬 지수 또는 점근 상태로는 절대 소멸되지 않는다.
{\displaystyle G(x)=\langle 0|\phi (-x)\phi (x)|0\rangle .}
이제 휴리스틱 인수를 사용하여 {\displaystyle G(x)}는 {\displaystyle G(-x)}와 동등함을 확인할 수 있다. 장이 반 교환이 될 수 없음을 알려준다.

## 증명
유클리드 xt평면의 π회전은 이전 절의 장 곱의 진공 기대값을 회전시키는 데 사용할 수 있다. 시간 회전은 이전 절의 인수를 스핀-통계 정리로 바꾼다.
증명에는 다음과 같은 가정이 필요하다.
1. 이론에는 로런츠-불변하는 라그랑지안이 있다.
2. 진공은 로렌츠 불변이다.
3. 입자는 국소화된 들뜸이다. 미시적으로 보면, 끈이나 도메인 벽에 부착되어 있지 않는다.
4. 입자는 전파되고 있다. 즉, 질량이 무한하지 않고 유한하다는 의미이다.
5. 입자는 실 들뜸이며, 이는 이 입자를 포함하는 상태가 양의 정부호 norm을 가짐을 의미한다.

다음 예에서 볼 수 있듯이 이러한 가정은 대부분 필요하다.
1. 스핀 없는 반교환 장은 스핀 없는 페르미온이 비상대론적으로 일관성이 있음을 보여준다. 마찬가지로, 스피너 교환장 이론은 회전하는 보손도 마찬가지임을 보여준다.
2. 이 가정은 약해질 수 있다.
3. 2+1 차원에서 천-사이먼스 이론의 근원은 3차원 회전 군이 정수 및 반정수 스핀 표현만 가지고 있음에도 불구하고 별난 스핀을 가질 수 있다.
4. ultralocal field는 스핀과 독립적으로 통계를 가질 수 있다. 무한히 무거운 입자는 항상 비상대론적이고 스핀이 동역학에서 분리되기 때문에, 이것은 로런츠 불변성과 관련이 있다. 색전하를 가진 쿼크가 QCD 끈에 부착되어 있고 질량이 무한하지만 쿼크의 스핀-통계 관계는 짧은 거리 극한에서 증명될 수 있다.
5. 게이지 유령은 스핀 없는 페르미온이지만 음수 norm 상태를 포함한다.

가정 1과 2는 이론이 경로 적분으로 설명된다는 것을 의미하고, 가정 3은 입자를 생성하는 국소 장이 있음을 의미한다.
회전면은 시간을 포함하고, 유클리드 이론에서 시간을 포함하는 평면에서의 회전은 민코프스키 이론에서 CPT 변환을 정의한다. 이론이 경로 적분으로 설명되는 경우 CPT 변환은 상태를 켤레로 취하므로 상관 함수는 다음과 같다.
{\displaystyle \langle 0|R\phi (x)\phi (-x)|0\rangle }
가정 5에 의해 x=0에서 양의 정부호여야 하며, 입자 상태는 양의 표준을 갖는다. 유한 질량의 가정은 이 상관 함수가 x spacelike에 대해 0이 아님을 의미한다. 로런츠 불변성은 이제 장이 이전 절의 인수 방식으로 상관 함수 내에서 회전되도록 허용한다.
{\displaystyle \langle 0|RR\phi (x)R\phi (-x)|0\rangle =\pm \langle 0|\phi (-x)R\phi (x)|0\rangle }
이전과 같이 부호가 스핀에 따라 달라지는 곳. 상관 함수의 CPT 불변성 또는 유클리드 회전 불변성은 이것이 G(x)와 같음을 보장한다. 그래서
{\displaystyle \langle 0|(R\phi (x)\phi (y)-\phi (y)R\phi (x))|0\rangle =0}
정수 스핀 장 및 반 정수 스핀 장의 경우에,
{\displaystyle \langle 0|R\phi (x)\phi (y)+\phi (y)R\phi (x)|0\rangle =0}
.
연산자가 장소꼴로 분리되어 있기 때문에 다른 순서는 위상이 다른 상태만 만들 수 있다. 인수는 스핀에 따라 위상을 -1 또는 1로 고정한다. 공간과 같이 분리된 편광을 국소적 섭동에 의해 독립적으로 회전할 수 있기 때문에 페이즈는 적절하게 선택된 장 좌표의 편광에 의존하지 않아야 한다.
이 주장은 줄리언 슈윙거로 부터 나왔다.
스핀-통계 정리가 진술하기 아주 간단하다는 사실에도 불구하고 스핀-통계 정리에 대한 기본적인 설명은 없다. Feynman Lectures on Physics에서 리처드 파인만은 이것이 아마도 우리가 관련된 기본 원리를 완전히 이해하지 못했음을 의미할 것이라고 말했다.
이를 실험적으로 검증 하기 위해 드레이크는 파울리 배타 원리를 위반하는 He 원자의 상태에 대해 매우 정확한 계산을 수행했다. 이 상태를 paronic 상태라고 한다. 나중에 드레이크가 계산한 He의 paronic state 1s2s 1 S 0 을 원자 빔 분광계를 사용하여 찾아보았지만, 5×10 -6 의 상한선으로 실패했다.

## 결과

### 페르미온 장
스핀-통계 정리는 반정수-스핀 입자에는 파울리 배타 원리가 적용 되는 반면 정수-스핀 입자는 그렇지 않음을 의미한다. 오직 하나의 페르미온만이 주어진 양자 상태를 점유할 수 있는 반면 양자 상태를 점유할 수 있는 보존의 수는 제한되지 않는다. 양성자, 중성자 및 전자 와 같은 물질의 기본 구성 요소는 페르미온이다. 물질 입자 사이의 힘을 중재하는 광자 와 같은 입자는 보손이다.
페르미온을 설명하는 페르미-디랙 통계는 흥미로운 특성을 나타낸다. 단 하나의 페르미온만 주어진 양자 상태를 점유할 수 있기 때문에 스핀 1/2 페르미온에 대한 가장 낮은 단일 입자 에너지 준위는 최대 2개의 입자를 포함하며, 입자의 스핀은 반대 방향으로 정렬된다. 따라서 절대 영도에서도 두 개 이상의 페르미온으로 이뤄진 계는 여전히 상당한 양의 에너지를 가지고 있다. 결과적으로 이러한 페르미온 계는 외부 압력을 발휘한다. 0이 아닌 온도에서도 이러한 압력이 존재할 수 있다. 이 축퇴 압력은 특정 무거운 별이 중력으로 인해 붕괴되는 것을 막는 역할을 한다. 백색왜성, 중성자별, 블랙홀 참조.

### 보손 장
두 가지 유형의 통계에서 발생하는 몇 가지 흥미로운 현상이 있다. 보손을 설명하는 보스-아인슈타인 분포는 보스-아인슈타인 응축으로 이어진다. 특정 온도 이하에서 보손 계의 대부분의 입자는 바닥 상태(가장 낮은 에너지 상태)를 차지한다. 이 때 초유동성과 같은 특성이 발생할 수 있다.

### 유령 장
유령 장은 스핀-통계 관계를 따르지 않는다. 정리의 허점을 보완하는 방법은 클라인 변환을 참조하라.

## 로런츠 군의 표현론과의 관계
로런츠 군에는 유한 차원의 자명하지 않은 유니타리 표현이 없다. 따라서 모든 상태가 유한하고 0이 아닌 회전과 양의 로런츠-불변인 norm을 갖는 힐베르트 공간을 구성하는 것은 불가능해 보인다. 이 문제는 입자 회전 통계에 따라 다른 방식으로 극복된다.
정수 스핀 상태의 경우 음의 norm 상태("비물리적 편극"이라고 함)가 0으로 설정되어 게이지 대칭을 사용해야 한다.
반정수 스핀 상태의 경우 페르미온 통계를 사용하여 인수를 우회할 수 있다.

## 2차원의 애니온
1982년 물리학자 프랭크 윌첵은 가능한 분수 스핀 입자의 가능성에 대한 연구 논문을 발표했는데, 그는 "임의의" 스핀을 가질 수 있는 능력에서 애니온이라고 불렀다. 그는 움직임이 3개 공간 차원 미만으로 제한되는 저차원 시스템에서 애니온이 발생할 것으로 예측되었다고 썼다. 윌첵은 스핀 통계를 "일반적인 보손과 페르미온 사례 사이에서 지속적으로 보간하는 것"이라고 설명했다. 애니온의 존재에 대한 증거는 1985년부터 2013년까지 실험적으로 제시되었지만 제안된 모든 유형의 애니온이 존재한다는 것이 확정적으로 확립된 것으로 여겨지지는 않는다. 애니온들은 꼬임군 및 물질의 위상수학적 상태와 관련이 있다.

## 같이 보기
- 병통계
- 애니온 통계
- 꼬임 통계

## 더 읽어보기
- Duck, Ian; Sudarshan, E. C. G. (1998). “Toward an understanding of the spin–statistics theorem”. 《American Journal of Physics》 66 (4): 284–303. Bibcode:1998AmJPh..66..284D. doi:10.1119/1.18860.
- Streater, Ray F.; Wightman, Arthur S. (2000). 《PCT, Spin & Statistics, and All That》 5판. Princeton: Princeton University Press. ISBN 0-691-07062-8.
- Jabs, Arthur (2010). “Connecting spin and statistics in quantum mechanics”. 《Foundations of Physics》 40 (7): 776–792. arXiv:0810.2399. Bibcode:2010FoPh...40..776J. doi:10.1007/s10701-009-9351-4.